# Santa Teresa Club Deportivo
Il Santa Teresa Club Deportivo, meglio noto come Santa Teresa CD o più semplicemente come Santa Teresa, è una società calcistica spagnola con sede nella città di Badajoz, grosso centro abitato situato nella comunità autonoma dell'Estremadura.
Il club, istituito ufficialmente nel 1998, ha una sezione maschile e una di calcio femminile, la cui squadra ha ottenuto i maggiori risultati sportivi in ambito nazionale.

## Storia

### Sezione femminile
La squadra femminile del club è stata creata nel 2009. inizialmente iscritta ai campionati regionali, riuscendo al termine del campionato 2010-2011 ottenere la prima posizione e la conseguente promozione in Segunda División.
Inserita nel gruppo 4, dopo tre stagioni nel campionato cadetto e sfiorando la promozione nella stagione 2011-2012, al termine di quella successiva ottiene la prima posizione nel suo gruppo ottenendo così la prima storica promozione in Primera División, il livello di vertice del campionato spagnolo femminile di calcio.
In seguito ha disputato quattro stagioni in Primera División, riuscendo a raggiungere come miglior risultato la 9ª posizione nei campionati 2014-2015 e 2016-2017 prima di venire retrocesso al termine del campionato 2017-2018.
Dopo il ritorno nel gruppo 4 del campionato cadetto, la squadra è riuscita a ottenere la prima posizione del suo raggruppamento, accedendo ai play-off promozione, vincendo le semifinali ma dovendo cedere la promozione al Tacón, appuntamento rinviato di una sola stagione. Il Santa Teresa, inserito nel Grupo Sur (gruppo sud) del rinnovato secondo livello del campionato, riesce a ottenere la prima posizione e la nuova promozione in Primera División.

## Palmarès
- Campionato spagnolo di seconda divisione: 3

2013-2014, 2018-2019 (gruppo 4), 2019-2020 (gruppo sud)

## Organico

### Rosa 2020-2021
Rosa, ruoli e numeri di maglia tratti dal sito LaLiga.com e aggiornati al 20 gennaio 2021.
| N. |                        | Ruolo | Calciatrice             |
| -- | ---------------------- | ----- | ----------------------- |
| 1  | Spagna (bandiera)      | P     | Raquel Poza             |
| 2  | Stati Uniti (bandiera) | C     | Caeley Lordemann        |
| 3  | Spagna (bandiera)      | D     | Marta Parralejo         |
| 4  | Stati Uniti (bandiera) | D     | Caroline Van Slambrouck |
| 5  | Spagna (bandiera)      | D     | Ariadna Rovirola        |
| 6  | Cile (bandiera)        | C     | Nayadet López           |
| 7  | Spagna (bandiera)      | A     | Patricia Mascaró        |
| 8  | Spagna (bandiera)      | A     | Estefanía Lima          |
| 9  | Spagna (bandiera)      | A     | Belén Martínez          |
| 10 | Spagna (bandiera)      | A     | Mireya García           |
| 11 | Spagna (bandiera)      | C     | Nerea Pérez             |
| 12 | Spagna (bandiera)      | C     | Judith Verdaguer        |
| 13 | Spagna (bandiera)      | P     | Yolanda Aguirre         |
| 14 | Spagna (bandiera)      | D     | María Neira             |

| N. |                        | Ruolo | Calciatrice                 |
| -- | ---------------------- | ----- | --------------------------- |
| 15 | Finlandia (bandiera)   | C     | Sini Laaksonen              |
| 16 | Messico (bandiera)     | A     | Mariana Díaz Leal Arrillaga |
| 17 | Spagna (bandiera)      | A     | Alba Mellado                |
| 18 | Spagna (bandiera)      | D     | Raquel Ayuso                |
| 19 | Spagna (bandiera)      | C     | Blanca Moreno               |
| 20 | Stati Uniti (bandiera) | D     | Amanda Visco                |
| 21 | Irlanda (bandiera)     | D     | Shauna Peare                |
| 24 | Spagna (bandiera)      | D     | Lidia Sánchez Gonzalez      |
| 25 | Spagna (bandiera)      | P     | Eva María López             |
| 25 | Spagna (bandiera)      | C     | Natalia Márquez Ramallo     |
| 28 | Spagna (bandiera)      | C     | Alba Zafra                  |
| 50 | Bermuda (bandiera)     | C     | Kenni Thompson              |
| 59 | Estonia (bandiera)     | A     | Lisette Tammik              |